# 日本通信
日本通信（にほんつうしん、英: Japan Communications Inc.）は、東京都港区に本社を置く、ワイヤレスデータ通信事業を行う仮想移動体通信事業者（MVNO）。b-mobileブランドと日本通信SIMブランドでサービスを展開している。略称はJCI。

## 概説
日本通信はウィルコムからPHS回線のリセール(回線領域買い取り)で事業を始め、MVNOとして日本では第一号の会社となった。このMVNOとしてのメリットは、携帯電話・PHS通信事業者のように巨額資本を投下して、自前の通信施設網を準備することなく、小資本で大手通信事業者からローコストで回線リセール（回線領域買い取り）が出来ることである。ベンチャー企業の日本通信はこのMVNO制度を利用して、個人・法人向けにデータ通信サービス事業を行っている。2008年からはNTTドコモのFOMAハイスピード網（FOMA網含む）を利用したMVNOサービスを開始している。
MVNOとしての経験を生かして、2008年10月にMVNOを開始したNTTPCコミュニケーションズのMVNE（Mobile Virtual Network Enabler）となった。2009年3月に開始された、WILLCOM CORE 3Gも当社の協力体制にて開始されている。
MVNOの黎明期には一定のシェアがあったものの、競争の激化からシェアを減らし続け、2016年3月期には19億の赤字を計上、2016年8月にはMVNOを他社へ引き継ぎ、MVNOから撤退する基本合意に至ったと正式に発表を行った。しかしながら、2021年現在も撤退の撤回も行わずMVNO事業を継続している。
2022年3月期通期の連結決算は営業損益が2億7900万円の黒字となり、7年ぶりに赤字を脱した。
2018年以降は新規事業としてスマートフォンで安全・安心な金融取引を実現するFinTech プラットフォーム（FPoS（エフポス）（Fintech Platform over SIM))事業の商用化を目指している。

## 沿革
- 1996年（平成8年）
  - 5月 - 創業。法人向けサービス（移動体通信）プロバイダー設立。
  - 12月 - 郵政省（現:総務省）一般第二種電気通信事業者の届出
- 1997年（平成9年）1月 - 法人向け携帯電話サービスを提供開始
- 2000年（平成12年）6月 - 各コンテンツ事業「bモバイル」の商標で開始
- 2001年（平成13年）
  - 8月 - 仮想移動体通信事業者事業開始、DDIポケット（後のウィルコム→ワイモバイル→ソフトバンクモバイル）からPHSデータサービス用回線リセール調達合意
  - 10月 DDIポケット（現・ワイモバイル）のPHS網を借りて、年額制データ通信サービスを開始。日本でのMVNO第一号
  - 12月 - PHSデータ通信のワイヤレス「bモバイル・プリペイド・サービス」（現・bモバイル）の開始
- 2003年（平成15年）3月 - PHSと公衆無線LANの統合サービスを開始
- 2004年（平成16年）3月 - 本社を東京都品川区北品川から東京都品川区南大井に移転
- 2005年（平成17年）
  - 4月 - 大阪証券取引所ヘラクレス市場（証券コード=9424、現・東京証券取引所JASDAQ市場）に上場
  - 7月25日 SoftBank 3Gを使ったSecure PBビジネス定額を提供開始
- 2008年（平成20年）6月 - NTTドコモのFOMA網（FOMAハイスピード網）を使ったMVNO事業の合意 bモバイル3Gをスタート
- 2009年（平成21年）
  - 3月 - NTTドコモのFOMAハイスピード網初のレイヤー2接続での7.2M通信と15000箇所の公衆無線LANの双方の通信を時間課金のチャージ式データ通信サービスで提供するbモバイルDoccicaスタート
  - 6月 KDDI／沖縄セルラー電話（各auブランド）3G回線レイヤー3でのMVNOサービスを開始
- 2010年（平成22年）
  - 4月 - SIM単体を購入することにより、NTTドコモの3Gデータ通信サービスが一定期間利用できるようになるb-mobile SIM販売開始。以降、SIM製品の販売に注力。
  - 5月 - モバイルWiFiルータb-mobile WiFi販売開始。
  - 7月 - 音声通話にも対応するスマートフォン用SIM製品talking SIM販売開始。
  - 12月 - SIMロックフリーのスマートフォンIDEOS販売開始。
- 2011年（平成23年）
  - 3月 - SIMロックフリーのタブレット端末Light Tab販売開始。
  - 4月 - 通信量（1GB）単位で利用できるSIM製品b-mobile Fair販売開始。
- 2012年（平成24年）
  - 2月 - 法人直販データ通信サービス事業を会社分割により新設会社に継承。同時に新設会社の株式の60%を丸紅株式会社に譲渡し、商号を丸紅無線通信株式会社とする[広報 1][広報 2]。
  - 3月 - LTE対応のSIM製品カメレオンSIM販売開始。
- 2015年（平成27年）
  - 3月 - VAIO Phone販売開始[8]。
  - 5月 - 東京証券取引所第一部に市場変更。
- 2016年（平成28年）8月 - MVNOからの撤退とMVNEへの転換を発表。[広報 3][広報 4]。具体的には日本通信がb-mobileをU-NEXTに売却するという事であった[9][10]。
- 2017年（平成29年）3月22日 - ソフトバンクの通信網を使った格安SIMサービス開幕SIMを開始[11][広報 5]。
- 2018年（平成30年）
  - 2月15日 - 大手旅行会社エイチ・アイ・エスと合弁でH.I.S.Mobileを設立[広報 6]
  - 11月29日 - FinTech プラットフォームを展開するためにmy FinTech 株式会社を設立[広報 7]
- 2020年（令和2年）
  - 1月30日 - サブSIMソリューションの開発・拡販のためにセキュアＩＤ株式会社を設立[広報 8][広報 9]。
  - 7月14日 - 日本通信 SIMブランドから合理的かけほプランを発表[広報 10]。
- 2021年（令和3年）11月10日 - my FinTech株式会社が電子署名及び認証業務に関する法律（電子署名法）に基づく特定認証業務の認定を取得[広報 11]。これは犯罪による収益の移転防止に関する法律（犯罪収益移転防止法）の定めるの本人確認として利用できるものである。
- 2022年（令和4年）1月27日 - 日本通信 SIMブランドから月額基本料290円（税込）の「合理的シンプル290」を発表[広報 12]。

## 取扱商品

### 日本通信SIM
2024年時点の主力商品。（ネットだけプラン・かけほプランを除く）全プランで音声通話が30秒あたり11円。いずれもドコモ回線。
合理的シンプル290プラン
基本料金290円、基本データ通信容量は1GB（以降、1GBごとに220円を加算）。
合理的みんなのプラン
基本料金1390円、基本データ通信容量は20GB（以降、1GBごとに220円を加算）。音声通話は「月あたり70分まで無料」「5分かけ放題」のどちらかを選択。
合理的50GBプラン
基本料金2178円、基本データ通信容量は50GB（以降、1GBごとに220円を加算）。音声通話は「月あたり70分まで無料」「5分かけ放題」のどちらかを選択。
ネットだけプラン
データ通信専用プランで、基本料金1200円、基本データ通信容量は20GB（以降20GBごとに1200円を加算、上限60GB）。なお、月間通信量が1GB以下の場合は119円となる。
合理的かけほプラン
基本料金2728円、基本データ通信容量は3GB（以降、1GBごとに220円を加算）。音声通話は基本的に無料（一部特番除く）。
なお、合理的シンプル290プランにかけ放題オプションを付けた方が料金が安くなるため（3GBの場合 2330円）、2024年現在積極的な販促を行っていない。
Wスマートプラン（2023年8月9日 新規契約受付終了）
基本料金1738円、基本データ通信容量は3GB（以降、1GBごとに275円を加算）。音声通話は月あたり70分まで無料。健康管理アプリ「FiNCプラス」と連携し、万歩計で月あたり6万歩を計測すると無料データ通信容量が1GB加算される。

### bモバイル
かつての主力商品であり、日本通信では月額課金プラン利用者に対し日本通信SIMへの移行を促している。他社のMVNOではあまり見られないプリペイド用プランを複数用意している。音声通話は「b-mobile電話アプリ」を利用した場合に30秒あたり11円となる。MVNO回線はドコモ回線とソフトバンク回線が存在する。

#### 月額課金
b-mobile S 990ジャストフィットSIM
基本料金1089円、基本データ通信容量は1GB（以降、1GBごとに220円を加算）、上限は30GB。ソフトバンク回線限定。
b-mobile S 190 Pad SIM X
データ通信専用。基本料金209円、基本データ通信容量は1GB（以降、1GBごとに209円を加算）、上限は30GB。

#### プリペイド
10GB プリペイドSIM
データ通信容量10GB（30日）。ドコモ回線限定。
b-mobile Biz 30GB プリペイド
データ通信容量30GB（30日×12回分）。2022年12月19日以降はドコモ回線限定。
VISITOR SIM
データ通信容量5GB（10日）、または7GB（21日）。

#### 過去のプラン
b-mobile S 990ジャストフィットSIM（5段階定額）
基本料金1089円、基本データ通信容量は1GB。通信容量の課金境界が4段階（3GB、6GB、10GB、上限15GB）となっている。2024年2月26日新規契約受付終了。
b-mobile3G･4G 1GB定額
NTTドコモのFOMAハイスピード網及びXiでの通信ができるプリペイド型データ通信サービス。初回は3480円で1GBの通信が可能(有効期間30日)。追加チャージは通信量1GBで3100円（有効期間30日）となる。microSIM版も用意される。
b-mobile3G･4G Fair
NTTドコモのFOMAハイスピード網及びXiでの通信ができるプリペイド型データ通信サービス。初回は9800円で1GBの通信が可能(有効期間120日)。追加チャージは通信量1GBで『8350円・有効期間120日』と『3100円・有効期間30日』（1GB定額のオートチャージ）の2種類が選択可能。microSIM版も用意される。
b-mobile3G･4G U300（ユー300）
コンシューマ向けとしては初となる、「通信電池」製品。NTTドコモのFOMAハイスピード網及びXiを利用し、約300kbps（上下）の速度で6ヶ月（1ヶ月も選択可能。1ヶ月ものは、上述の抱き合わせ販売を除き、自社オンラインのみでの販売）使い放題のUIMカード単体パッケージ。利用者が自前で用意したSIMフリー端末（ただし、UMTSバンド1/6/9に対応したもの）、ドコモのFOMA端末（音声・データ両端末）、あるいは同社の3G対応端末（UIMカードが期限切れで無効となったものを差し替えて利用する形態を想定）を利用した、国内データ通信が可能。なお、Android OSの端末は、HT-03Aなど、初回出荷時点でOSのバージョンが1.5の端末の場合、OSの仕様上の理由により、1.6にバージョンアップしたものでは利用できない端末もある。海外でのデータ通信は不可。microSIM版も用意される。
イオン専用b-mobile SIM
日本通信とイオンリテールの提携で提供されるサービス。プリペイド型ではなく月額課金のポストペイド型（クレジットカード決済のみ）で、通信速度に合わせてプランXA(150kbps)、プランXB(400kbps),、プランXC(Mbpsクラス)の3種類の料金体系から成る。当初はイオンの一部店舗のみの取り扱いだったが、現在、42都道府県のイオン店頭で販売中。
b-mobile4G カメレオンSIM
NTTドコモのFOMAハイスピード網及びXiでの通信ができるプリペイド型データ通信サービス。初回は5800円で3GBの通信が可能(有効期間21日)。追加チャージはU300定額(有効期間30日)・高速定額(有効期間30日)・オートチャージ Fair(有効期間120日)の3種類から選択可能。microSIM版も用意される。
b-mobile スマートSIM 月額定額
NTTドコモのFOMAハイスピード網及びXiでの通信ができる月額課金のポストペイド型（クレジットカード決済のみ）の通信サービス。料金月単位で低速・高速の使い分けが可能。アマゾン専用版・ヨドバシカメラ専用版もある。microSIM版も用意される。
b-mobile3G･4G 基本料0円 SIM
NTTドコモのFOMAハイスピード網及びXiでの通信ができる月額課金のポストペイド型（クレジットカード決済のみ）の通信サービス。100MBまでは使用量に応じた料金となり、1GBまで使用可能。
Doccica U300
NTTドコモのFOMAハイスピード網で約300kbps（上下）の通信と、NTTコミュニケーションズの公衆無線LANが300日間利用できるUSBスティック型端末。
b-mobile・もしもしDoccica
下記DoccicaにIP電話機能を持たせたもの。050番号が付与されているため、「発着信が可能」とされている。ただし、公式サイトや紹介記事では明記がないものの、本機以外にネット接続回線がない状態では、IP電話の発信（有料）は可能だが、着信を受けるためには、着信前からネット接続（有料）をしている必要がある。
b-mobile・Doccica
1分10円の通信料のプリペイド型データ通信サービス。NTTドコモのFOMAハイスピード網に加え、全国15000箇所の公衆無線LANが利用可能である。購入時には5000円分（500分）のチャージ金額が利用でき、1000円（100分）単位でチャージができる。公衆無線LANの利用料は1日300円で課金される。
b-mobile・HOURS 3G
利用時間が150時間まで使用出来るデータカードパッケージ（bモバイル3G対応）
START SIM
基本料金1518円、データ通信容量は1.5GB（追加不可）。ドコモ回線専用。2023年12月14日新規契約受付終了。
talking SIM U300
b-mobile SIM U300に音声通話機能を付加したもの。1050円の無料通話が付加される（無料通話分や課金単位はドコモの「タイプSS」のプランに相当）。本契約は、クレジットカード払いによるポストペイ契約である。有料オプションで、MNOであるドコモ契約でも提供される一部サービスが利用可能。MNPの利用も可能。ただし、プッシュメールは提供されないため、メールの利用を希望する場合は、自身でメールアドレスの準備が別途必要。端末は別途必要で、現在は日本通信での販売は行っていないが、ドコモがサポートするFOMA周波数帯（UMTSバンド1/6/9）に対応している技適表示のなされているSIMフリー端末か、ドコモからリリースされたFOMA端末であれば利用可能としている。テザリングにも公式対応を明言している。
なお、海外では音声ローミング（WORLD WINGに準拠）には対応しているが、データローミングは不可である。
申し込みは「My b-mobile」経由であり、支払用クレジットカードの登録と同時に本人確認書類をデジタルカメラ等で撮影した物をアップロードする。専用UIMカードは佐川急便の飛脚宅配便受取人確認配達サービスにより送付され、受取の際に本人確認書類を提示する。
talking SIM Platinum Service
SIMフリーのiPhone 3GSの仕様に特化したtalking SIM。操作アプリ等に応じて通信速度を各々最適化するサービスであるため、talking SIM U300より高めの基本料金設定となっている。なお、テザリング機能は一般のtalking SIM U300同様の速度で提供される。端末はユーザが自前で調達する必要がある。
talking SIM U300と同様、店頭では申し込みできず、「My b-mobile」経由となる。
talking b-microSIM Platinum Service
SIMフリーのiPhone 4・iPhone 4Sの仕様に特化したmicroSIM版talking SIM。操作アプリ等に応じて通信速度を各々最適化するサービスであるため、talking SIM U300より高めの基本料金設定となっている。なお、テザリング機能は、一般のtalking SIM U300同様の速度で提供される。端末はユーザが自前で調達する必要がある。
talking SIM U300と同様、店頭では申し込みできず、「My b-mobile」経由となる。
talking Fair
b-mobile Fairに音声通話機能を付加したもの。1365円の無料通話が付加される（無料通話分や課金単位はドコモの「タイプSS」のプランに相当）。音声通話についてはポストペイ契約、データ通信についてはプリペイド契約となる（ともにクレジットカード払い）。データ通信は通信量1GBにつき初回9800円、追加チャージ8350円（ともに有効期間120日）。2ヶ月以内での解約は解約金5250円（2012年9月10日改定）が必要。microSIM版もある。
talking 1GB定額
b-mobile 1GB定額に音声通話機能を付加したもの。1365円の無料通話が付加される（無料通話分や課金単位はドコモの「タイプSS」のプランに相当）。音声通話についてはポストペイ契約、データ通信についてはプリペイド契約となる(ともにクレジットカード払い)。データ通信は通信量1GBにつき初回3480円、追加チャージは3100円(ともに有効期間30日)。2ヶ月以内での解約は解約金5250円（2012年9月10日改定）が必要。microSIM版もある。
音声通話付イオン専用b-mobile SIM
イオン専用b-mobile SIMに音声通話機能を付加したもの。無料通話分と通話料金の異なる3種類の音声プラン（S, M, L）と、通信速度の異なる3種類のデータ通信プラン（A, B, C）を自由に組み合わせて利用できる。1年未満での解約は手数料10500円が必要。
スマホ電話SIM
NTTドコモのFOMAハイスピード網を利用。音声通信は無料通話分と通話料金の異なる3種類の音声プラン(S, M, L)があり、オプションでスマートSIM 月額定額に相当するデータ通信を自由に組み合わせることができる。月額課金のポストペイド型（クレジットカード決済のみ）。アマゾン専用版・ヨドバシカメラ専用版もある。microSIM版もある。
スマホ電話SIM LTE
NTTドコモのFOMAハイスピード網及びXiの双方を利用。音声通信は無料通話分は設定されておらず、1つのプランしかない。オプションでスマートSIM 月額定額に相当するデータ通信を組合わせることができるのは上記と同様。月額課金のポストペイド型（クレジットカード決済のみ）。アマゾン専用版・ヨドバシカメラ専用版もある。microSIM版もある。